# Сообщение о делах в Юкатане
«Сообщение о делах в Юкатане» (исп. Relación de las cosas de Yucatán) — книга, написанная около 1566 года епископом в Новой Испании Диего де Ланда.

## История рукописи
Копия рукописи была обнаружена в библиотеке Королевской академии истории Мадрида французским исследователем Шарлем Этьеном Брассёром де Бурбур в 1862 году и была опубликована в Лондоне и Париже в 1864 году, с заметками и переводом Брассёра де Бурбур.

## Содержание
Записки о культуре народа майя во время испанского завоевания с целью помочь конкистадорам более эффективно достичь своих целей. Книга важна, чтобы понять, как майя жили во время встречи с испанцами, какими были их убеждения и их институты, которые были отменены или трансформированы после встречи с испанцами. Кроме того, поскольку в ней содержится раздел с алфавитом майя, она послужила основой для расшифровки письменности майя.

## Значение в расшифровке письменности майя
В 1955 году Ю. В. Кнорозов защитил диссертацию «„Сообщение о делах в Юкатане“ Диего де Ланда как историко-этнографический источник», за которую был удостоен степени доктора исторических наук, минуя кандидатскую степень. В том же году вышла обобщающая статья Кнорозова «Система письма древних майя» и перевод «Сообщения о делах в Юкатане». В 1956 году Кнорозов выступил с докладом о результатах своей работы на Международном конгрессе американистов в Копенгагене и получил международное признание.

## Публикации на русском языке
- Ланда, Диэго де. Сообщение о делах в Юкатане, 1566 г. / Диэго де Ланда; Пер. со староисп., ввод. ст. [с. 3—96] и примеч. Ю. В. Кнорозова. — М., 1955; репринт — М., 1994.